# Plegoperla punctata
Plegoperla punctata är en bäcksländeart som först beskrevs av Froehlich 1960.  Plegoperla punctata ingår i släktet Plegoperla och familjen Gripopterygidae. Inga underarter finns listade i Catalogue of Life.